# India Hook
India Hook és una concentració de població designada pel cens dels Estats Units a l'estat de Carolina del Sud. Segons el cens del 2000 tenia 1.614 habitants.

## Demografia
Segons el cens del 2000, India Hook tenia 1.614 habitants, 641 habitatges i 496 famílies. La densitat de població era de 225 habitants/km².
Dels 641 habitatges en un 32,8% hi vivien nens de menys de 18 anys, en un 65,7% hi vivien parelles casades, en un 8,3% dones solteres, i en un 22,5% no eren unitats familiars. En el 20% dels habitatges hi vivien persones soles el 4,2% de les quals corresponia a persones de 65 anys o més que vivien soles. El nombre mitjà de persones vivint en cada habitatge era de 2,52 i el nombre mitjà de persones que vivien en cada família era de 2,88.
Per edats la població es repartia de la següent manera: un 23% tenia menys de 18 anys, un 5,9% entre 18 i 24, un 30% entre 25 i 44, un 29,1% de 45 a 60 i un 11,8% 65 anys o més.
L'edat mediana era de 40 anys. Per cada 100 dones de 18 o més anys hi havia 98,7 homes.
La renda mediana per habitatge era de 54.266 $ i la renda mediana per família de 62.566 $. Els homes tenien una renda mediana de 37.214 $ mentre que les dones 24.646 $. La renda per capita de la població era de 24.693 $. Entorn del 6,2% de les famílies i el 7,8% de la població estaven per davall del llindar de pobresa.

## Poblacions més properes
El següent diagrama mostra les poblacions més properes.